# Palazzo Beltrami
Palazzo Beltrami è un palazzo storico di Milano situato in piazza della Scala al civico 3 e sede della ragioneria comunale. Il palazzo oggi è sede delle Gallerie d'Italia.

## Storia
Il palazzo venne realizzato fra il 1918 e il 1927 in stile eclettico sul luogo dove sorgeva Casa Brambilla, chiamata anche "Casa rossa" per le sue decorazioni in terra cotta, che fu demolita. Sia le demolizioni, sia il progetto furono realizzati dall'architetto Luca Beltrami.

## Descrizione
Il palazzo in stile eclettico, è diviso in tre ordini su quattro piani. Il primo piano è formato da un bugnato rustico; il secondo ordine comprende il piano nobile, scandito da finestroni con timpani curvilinei ed è centrato sulla balconata; l'ultimo piano si conclude con delle sculture di volti su un fregio di tema eclettico. Venne definito dalla critica come "estremamente proporzionato".